# Gatto contraffatto
Gatto contraffatto (Counterfeit Cat) è una serie televisiva animata britannico-canadese del 2016.
La serie è stata trasmessa per la prima volta nel Regno Unito su Disney XD dal 12 maggio 2016 al 22 gennaio 2017, e in Canada su Teletoon dal 1º novembre 2016 al 9 febbraio 2017, per un totale di 52 episodi ripartiti su una stagione. In Italia la serie è stata trasmessa su Disney XD dal 12 maggio 2016 e successivamente anche su Pop.

## Trama
Le avventure di due simpatici “gattini”: Max e Gark. Tuttavia, Gark non è un vero gatto, ma un gatto contraffatto. In realtà, è un piccolo alieno blu di 9 anni, ricercato dall'FBI per aver superato il limite di velocità, che indossa un costume da gatto viola. Max è, invece, un gatto autentico: grassottello, dispettoso, pigro, egoista e costantemente coccolato dal suo padrone Betty.
Quando l'astronave di Gark cade nella proprietà di Betty, il piccolo alieno trova una nuova casa e stringe un'amicizia non convenzionale con Max, che impara velocemente a sfruttare i misteriosi poteri di Gark e la sua dolce e fiduciosa natura. Infatti, Gark crede che Max non sia un semplice gattino, ma una tigre che deve ancora sviluppare il proprio potenziale e Max adora avere un ammiratore disposto a tutto per lui.
L'estrema curiosità di Gark, che comprende poco della vita sulla Terra, spinge Max fuori dalla sua zona di comfort e lo trascina in ridicolissime avventure. Sia che si tratti di uscire di casa o di sfrecciare nello spazio per esplorare nuovi pianeti, l'istinto avventuroso di Gark costringerà Max a diventare l'eroe che l'amico alieno crede che sia.
Curiosità
- Nell'episodio "Il trasportino della paura", il trasportino-macchina del tempo costruito da Gark è uguale alla DeLorean di Ritorno al futuro.
- L'episodio "La rivolta delle macchine" ricorda la Rivoluzione russa e il distributore e Gark imitano rispettivamente Lenin e Stalin.

## Episodi
| Stagione       | Episodi | Prima TV USA | Prima TV Italia |
| -------------- | ------- | ------------ | --------------- |
| Prima stagione | 52      | 2016-2017    | 2016            |

## Personaggi e doppiatori

### Personaggi principali
- Max, voce originale di Marc Wootton, italiana di Paolo De Santis.
- Gark, voce originale di Alex Kelly, italiana di Fabiola Bittarello.
- Betty, voce originale di Kayvan Novak, italiana di Alessandro Quarta.
- Throckmorton, voce originale di Kayvan Novak, italiana di Carlo Scipioni.

### Personaggi ricorrenti
- Ranceford, voce originale di Katherine Ryan, italiana di Monica Migliori.
- Nelson, voce originale di Katherine Ryan, italiana di Federica Cerruti.

### Personaggi di supporto
- Baa-Boo-Raa, voce originale di Reginald D. Hunter, italiana di Fabio Gervasi.

### Personaggi secondari
- Omni, voce originale di Katherine Ryan, italiana di Federica Cerruti.